# Nemaspela caeca
Espèce
Synonymes
- Nemastoma caecum Grese, 1911

Nemaspela caeca est une espèce d'opilions dyspnois de la famille des Nemastomatidae.

## Distribution
Cette espèce est endémique de Crimée en Ukraine. Elle se rencontre dans des grottes.

## Description
Le mâle holotype mesure 2,1 mm et la femelle paratype 2,9 mm.
Le mâle décrit par Chemeris en 2009 mesure 2,17 mm et la femelle 2,69 mm.

## Systématique et taxinomie
Cette espèce a été décrite sous le protonyme Nemastoma caecum par Grese en 1911. Elle est placée dans le genre Buresiolla par Kratochvíl en 1958 puis dans le genre Nemaspela par Šilhavý en 1966.

## Publication originale
- Grese, 1911 : « Über eine blinde Nemastoma Art aus einer Höhle in der Krim (N. caecum nov. sp.). » Zoologischer Anzeiger, vol. 37, p. 108.